# Norrköpings Tennishall

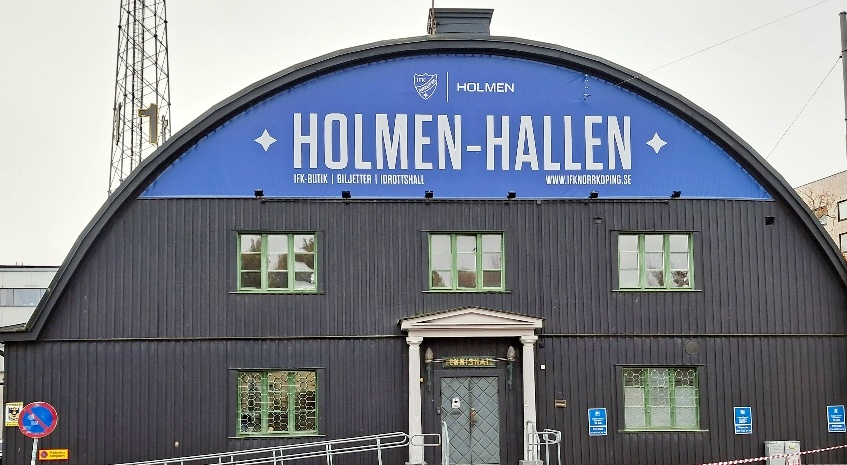
Norrköpings Tennishall/ Holmenhallen Södra Promenaden 26.

Norrköpings Tennishall, sedan 2023 benämnd Holmenhallen, ingår i Norrköpings Idrottspark (Parken i folkmun), Platinumcars Arena.
Tennishallen uppfördes 1929 efter ritningar av Anders Möller. Ritningarna följer de grundprinciper som 1928 presenterades av arkitekt Torben Grut, en av föregångsgestalterna inom det tidiga 1900-talets tennis- och idrottsbyggnader, i tidskriften Byggmästaren. Torben Grut hade även svarat för ritningarna till en av stadens idrottsbyggnader, Linghallen, uppförd 1925. Byggherre var AB Norrköpings Tennishall som bildades samma år.
År 2023 förvärvade IFK Norrköping hallen som då bytte namn till Holmenhallen då IFK:s huvudpartner Holmen har valt att sätta sitt namn på hela hallen.
Den brukas för skolors verksamhet och även den intilliggande Teknikhallen (Performance Center och Medical Center ) har användning av lokalen. Dessutom finns en IFK-shop i ingången som är öppen dagtid och matchdagar, som ett komplement till butiken på Olai Kyrkogata.
År 2006 blev tennishallen förklarad som ett kulturhistoriskt minnesmärke.